# Савельев, Дмитрий Карлович
Дми́трий Ка́рлович Саве́льев (род. 1968 год) — советский и российский кинокритик, редактор, журналист, актёрский агент.

## Биография
Родился 29 февраля 1968 года в Ленинграде. Мать Эмма Михайловна Савельева (род. 1939) и отец Карл Тевелевич Шлемензон (род. 1939) — инженеры. Первая роль в кино — в фильме «Жена ушла». Позже снимался в фильмах «Летние гастроли», «Пацаны», «Конец фильма», «Солнце будет завтра» и др.
С 1989 по 1994 год преподавал русский язык и литературу в средней школе № 183.
В 1989 году стал сооснователем ленинградского киножурнала «Сеанс».
В 1990 году окончил русское отделение филологического факультета ЛГУ по специальности «история русского языка и литературы».
С 1998 по 2000 год — заместитель главного редактора журнала «Сеанс», с 2000 по 2002 год — зам. главного редактора журнала «Premiere», с 2002 по 2003 год — зам. главного редактора журнала «Кинопроцесс», c 2003 года — редактор отдела культуры журнала «Vogue», с 2004 по 2006 год — корреспондент программы «Кино в деталях» (СТС), в 2006 году — зам. главного редактора журнала «Empire».
Автор статей и редактор семитомного издания «Новейшая история отечественного кино. 1986—2000». Автор публикаций по вопросам отечественного кино в журналах: «Искусство кино», «Premiere», «Экран», «Советский экран», «Cinemа», «Видеотоп», «Кино Парк», «Новое время», «Огонек», «Столица», «Стас», «Playboy», «Vogue», «GQ», «Эксперт», «Афиша», «Еженедельный журнал» и др.; в газетах «Экран и сцена», «Культура», «Известия», «Коммерсантъ-daily», «Ведомости», «Московский комсомолец», «Московские новости», «Новая газета», «Время МН», «Общая газета» и др.
Программный директор российского кинофестиваля «Улыбнись, Россия»! (2006).

По мнению критика Андрея Ковалёва, Дмитрию Савельеву свойственно 
«внимание к стилистике, в какой фильм исполнен, и к стилистике, в какой он сам исполняет текст… Подробный литературоведческий подход к кинематографическому сочинению способен принести небесполезные результаты».
В 2005 году основал актёрское агентство «ASDS. Актёры с Дмитрием Савельевым»; с ним сотрудничают многие российские артисты театра и кино.
Лауреат Премии им. Михаила Левитина Гильдии киноведов и кинокритиков России (1998), дважды номинант Премии молодых кинематографистов «Зелёное яблоко — золотой листок» в номинации «лучший кинокритик» (1995, 1996).